# Černov (Repubblica Ceca)
Černov è un comune della Repubblica Ceca facente parte del distretto di Pelhřimov, nella regione di Vysočina.